# Jenny Lee Lindberg
Jennifer Lee Lindberg (Elko, Nevada; 30 de julio de 1981), más conocida como Jenny Lee Lindberg, es una bajista estadounidense, famosa por ser miembro de la banda de rock alternativo Warpaint.
Es la hermana menor de la actriz Shannyn Sossamon. Creció en Reno, Nevada, antes de trasladarse a Los Ángeles junto con su hermana. Es de origen alemán, holandés, francés, británico e irlandés por parte de sus padres.

## Carrera

### Warpaint

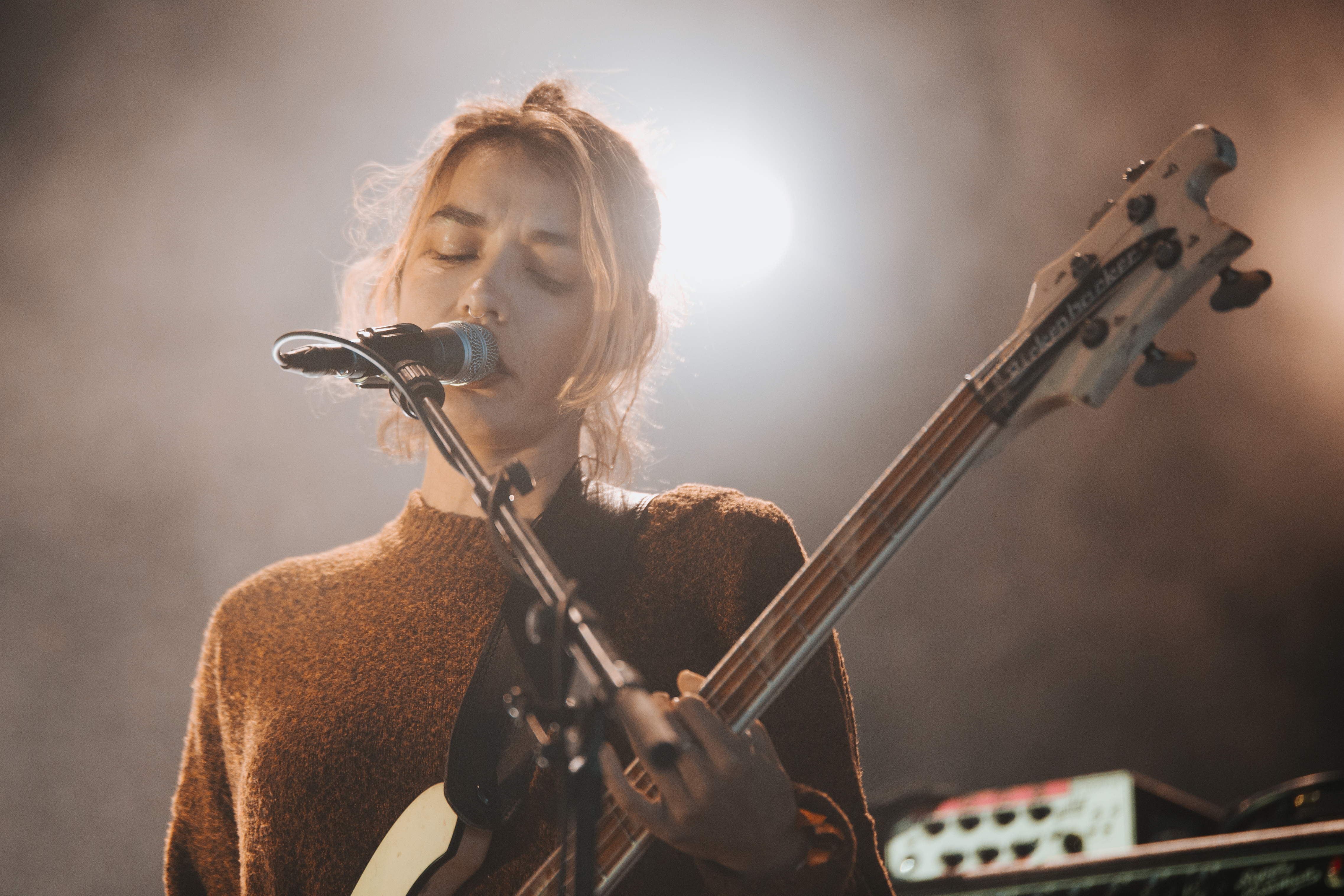
Lindberg actuando con Warpaint en el festival de Roskilde (2017).

Lindberg cofundó el grupo Warpaint el 14 de febrero de 2004 con su hermana Shannyn Sossamon, Theresa Wayman y Emily Kokal. Sossamon dejó el grupo en 2008 para concentrarse en su carrera como actriz. Después de varios reemplazos, Stella Mozgawa se convierte en la baterista del grupo, cuya formación no ha cambiado desde 2009.
Después de un EP en 2008 titulado Exquisite Corpse, Warpaint firmó un contrato con el sello Rough Trade. Han lanzado tres álbumes de estudio titulados The Fool (2010), Warpaint (2014) y Heads Up (2016). El segundo álbum fue seguido de una gira mundial de más de trescientas fechas.

### En solitario
Con el nombre jennylee, lanzó su primer álbum de estudio en solitario, titulado Right On!, el 11 de diciembre de 2015, bajo el mismo sello que Warpaint.